# Атестаційна колегія Міністерства освіти і науки України
Атестаційна колегія Міністерства освіти і науки України — діючий дорадчий орган МОН України, який виконує повноваження щодо підготовки та атестації наукових і науково-педагогічних кадрів вищої кваліфікації, покладених на освітнє відомство. За задумом МОН цей орган є тимчасовим і свої функції поступово повинен передати Національному агентству із забезпечення якості вищої освіти.
Одним з основних завдань Колегії є затвердження рішень спеціалізованих вчених рад про присудження наукових ступенів (кандидата та доктора наук), а також присвоєння вчених звань (доцента і професора) науково-педагогічним працівникам вишів, закладів післядипломної освіти та інших наукових установ.
Крім того, Атестаційна колегія є однією з тих установ, яка несе безпосередню відповідальність за виявлення та запобігання недоброчесності та плагіату в системі вищої освіти.

## Історія
Утворена у 2011 році замість ліквідованої Президентом Вищої атестаційної комісії України наприкінці 2010-го.

## Склад
До складу колегії входять найбільш відомі вчені України за основними науковими напрямами. Головою колегії є очільник МОНу.
Поточний склад атестаційної колегії нараховує 18 осіб і станом на вересень 2020 року має такий вигляд:
- Голова колегії — в.о. міністра освіти і науки України — Шкарлет Сергій Миколайович;
- Заступник голови колегії — Кизим Микола Олександрович;
- Учений секретар колегії — Криштоф Світлана Дмитрівна;
  - Члени колегії: Вітренко Андрій Олександрович, Вороненко Юрій Васильович, Бакіров Віль Савбанович, Бобало Юрій Ярославович, Губерський Леонід Васильович, Гришина Юлія Миколаївна, Єгоров Богдан Вікторович, Загородній Анатолій Глібович,  Кузнєцова Наталія Семенівна, Мазаракі Анатолій Антонович, Омельченко Світлана Олександрівна, Телелим Василь Максимович, Тимошенко Максим Олегович, Цимбалюк Віталій Іванович.

Атестаційна колегія збирається кожні два місяці.

## Критика та скандали
Незважаючи на непоодиноку критику роботи попередника Атестаційної колегії (ВАК), яку вважали пережитком радянських часів, ряд науковців критично поставились і до новоствореного органу, що перебрав на себе частину його функцій, вважаючи, що попередній орган був більш автономним, зокрема через призначення та звільнення його голови, яке відбувалось відповідно до указу Президента України, навідміну від новоствореного, головою якого є початково сам Міністр освіти у відповідності з Положенням про цей дорадчий орган. Так, на думку доцента КНЕУ Ольги Намясенко, це не є позитивним через те, що посада міністра є занадто політичною та часто змінюваною.
Діяльність Колегії неодноразово піддавалася критиці стосовно вибірковості у її рішеннях, зокрема через відсутність серед осіб, яких рішеннями Атестаційної колегії позбавлено наукових ступенів та вчених звань, представників політичних та бізнесових кіл, стосовно яких у засобах масової інформації неодноразово оприлюднювалися документально підтверджені звинувачення у плагіаті, а також інші докази порушень і зловживань під час захисту конкретних дисертацій. Так, у 2016 році Атестаційна колегія потрапила у гучний скандал навколо дисертації дружини тодішнього віце-прем'єр-міністра В'ячеслава Кириленка, рішенням якої науковий ступінь доктора педагогічних наук Катерини Кириленко було збережено, попри чисельні звернення до МОН щодо плагіату, в той час, як вже у лютому 2020 року рішенням колегії було скасовано присудження наукового ступеня доктора історичних наук братові 3-го Президента України Віктора Ющенка Петру Ющенку.
У 2012 році виник перший прецедент позбавлення наукового ступеня у судовому порядку, коли Атестаційна колегія вимушена була скасувати рішення про присвоєння наукового ступеня кандидата наук Ксенії Василенко (справжнє ім'я Соні Кошкіної — головного редактора «Лівий берег») через рішення судового органу.